# Deco
Anderson Luis de Souza, (sinh 27 tháng 8 năm 1977 tại São Bernardo do Campo, Brasil) là một cựu cầu thủ bóng đá người Bồ Đào Nha gốc Brasil, được biết đến nhiều nhất với tên Deco. Câu lạc bộ cuối cùng anh chơi bóng cho là Fluminense.
Anh là một trong số rất ít các cầu thủ đã từng vô địch UEFA Champions League với hai câu lạc bộ khác nhau: Porto năm 2004 và Barcelona năm 2006. Năm 2004, anh được bầu chọn là Cầu thủ xuất sắc nhất châu Âu của UEFA và cầu thủ xuất sắc nhất trận chung kết UEFA Champions League 2003–04. Anh cũng từng 2 lần trở thành tiền vệ xuất sắc nhất châu Âu vào các năm 2004 và 2006.

## Sự nghiệp
Deco chính thức bắt đầu sự nghiệp cầu thủ ở của mình ở Nacional, một câu lạc bộ nhỏ thuộc thành phố Sao Paulo vào năm 1995. Hai năm sau, anh chuyển sang thi đấu cho Corinthians, và giúp câu lạc bộ của Sao Paulo này giành danh hiệu vô địch giải U20 quốc gia Brasil. Tuy vậy khi lên đẳng cấp chuyên nghiệp, anh có biểu hiện quá non nớt và sớm bị chuyển sang Corinthians Alagoano. Tại đây anh thể hiện tốt và dần được các câu lạc bộ châu Âu chú ý.	 
Deco sang Bồ Đào Nha vào năm 1997 ở tuổi 19 cùng với bạn là cầu thủ Caju người Brasil, sau lời mời sang Lisbon gia nhập SL Benfica. Bất chấp thể hiện tốt của anh khi tập luyện, Benfica không để anh đá trận nào mà còn đưa cho FC Alverca mượn một mùa giải. Deco chơi xuất sắc, anh đề nghị ký một hợp đồng mới với Benfica và chơi ở đội hình chính. Tuy nhiên, câu lạc bộ của Lisbon và đại diện của Deco đã không đạt được thỏa thuận; người chủ tịch đương nhậm là Graeme Souness chưa tin tưởng mấy vào khả năng của anh. Sau đó Deco đã phải sang, S.C. Salgueiros, một câu lạc bộ bé bỏng ở Porto chơi hết mùa bóng 98-99. Tại đây anh chơi 12 trận và ghi 2 bàn. Sự thể hiện tốt giúp Deco lọt vào mắt xanh của ban lãnh đạo FC Porto, và tại kỳ chuyển nhượng mùa đông năm đó, anh trở thành người của Porto.

#### Porto
Thời gian đầu tại Porto, trải qua một sự huấn luyện nghiêm khắc của Jose Mourinho, anh dần trở thành một người kiến tạo bóng tốt và được người hâm mộ ở Porto đặt cho biệt danh "Magico" ("nhà ảo thuật") vì khả năng xử lý bóng của mình. Anh được biết tới như là một cầu thủ có thiên chất, cần mẫn cả trong vai trò công lẫn thủ, nhưng có lối chơi rất rắn. Những điều đó đã mang lại cho anh đủ cả, vừa có nhiều đường chuyền quyết định, vừa có nhiều bàn thắng và vừa có nhiều thẻ phạt. Deco cũng có những tính khí thất thường khiến ban lãnh đạo Porto nhiều khi không bằng lòng. Tuy nhiên, anh vẫn là cầu thủ chủ chốt của đội trong những chiến dịch thành công đầu những năm 2000.
Dưới sự chỉ đạo của José Mourinho, Deco trở thành người dẫn dắt lối chơi của Porto. Vào mùa bóng 2002-03, anh thực sự tỏa sáng khi ghi 10 bàn sau 30 trận đấu (cũng cần kể thêm 17 thẻ vàng và 1 thẻ đỏ). Năm đó anh là nhân vật chính yếu tại trận chung kết UEFA Cup 2002-03 khi Porto đả bại Celtic 3-2.

#### Barcelona
Vào 17 tháng 6 năm 2004, Deco phát biểu trên một đài phát thanh tiếng Bồ rằng anh sắp gia nhập đội bóng Anh Chelsea (lúc ấy được dẫn dắt bởi Mourinho) sau Euro 2004. Mọi chuyện ngỡ là sắp xong xuôi khi anh bảo 2 bên đã thỏa thuận, và chỉ cần trải qua một cuộc kiểm tra thể lực là anh sẽ ký được hợp đồng với Chelsea.
Song, đến ngày 26 tháng 6 2004 anh lại nói trên O Jogo, một nhật báo tiếng Bồ Đào Nha rằng anh sẽ sang Barcelona hơn là theo Mourinho tới Chelsea. Vài ngày sau anh gia nhập Barcelona với giá chuyển nhượng 12 triệu Euro và tiền vệ Ricardo Quaresma của Barcelona sẽ sang Porto như một khoản trong hợp đồng. Theo đó Deco sẽ là người của Barcelona cho đến 6 tháng 6 2004.
Tại Barcelona, một vài ý kiến cho rằng Deco sẽ bị Ronaldinho che khuất. Ban đầu các cổ động viên đón nhật sự kiện này với ánh mắt lo ngại, vì vị trí tiền vệ công sở trường của Deco lại là nơi mà Ronaldinho đang thực hiện nhiệm vụ của mình rất tốt. Nhưng huấn luyện viên Frank Rijkaard đã giải quyết được việc này, ông để Deco chơi như một tiền vệ trung tâm, nơi mà những phẩm chất điều khiển trận đấu, năng lực phòng ngự nơi anh sẽ phát huy hiệu quả. Vào Tháng 12 năm 2004, Deco về thứ 2 trong cuộc bầu chọn Quả bóng vàng châu Âu 2004 của France Football, sau Andriy Shevchenko và hơn đồng đội Ronaldinho 6 phiếu bầu.

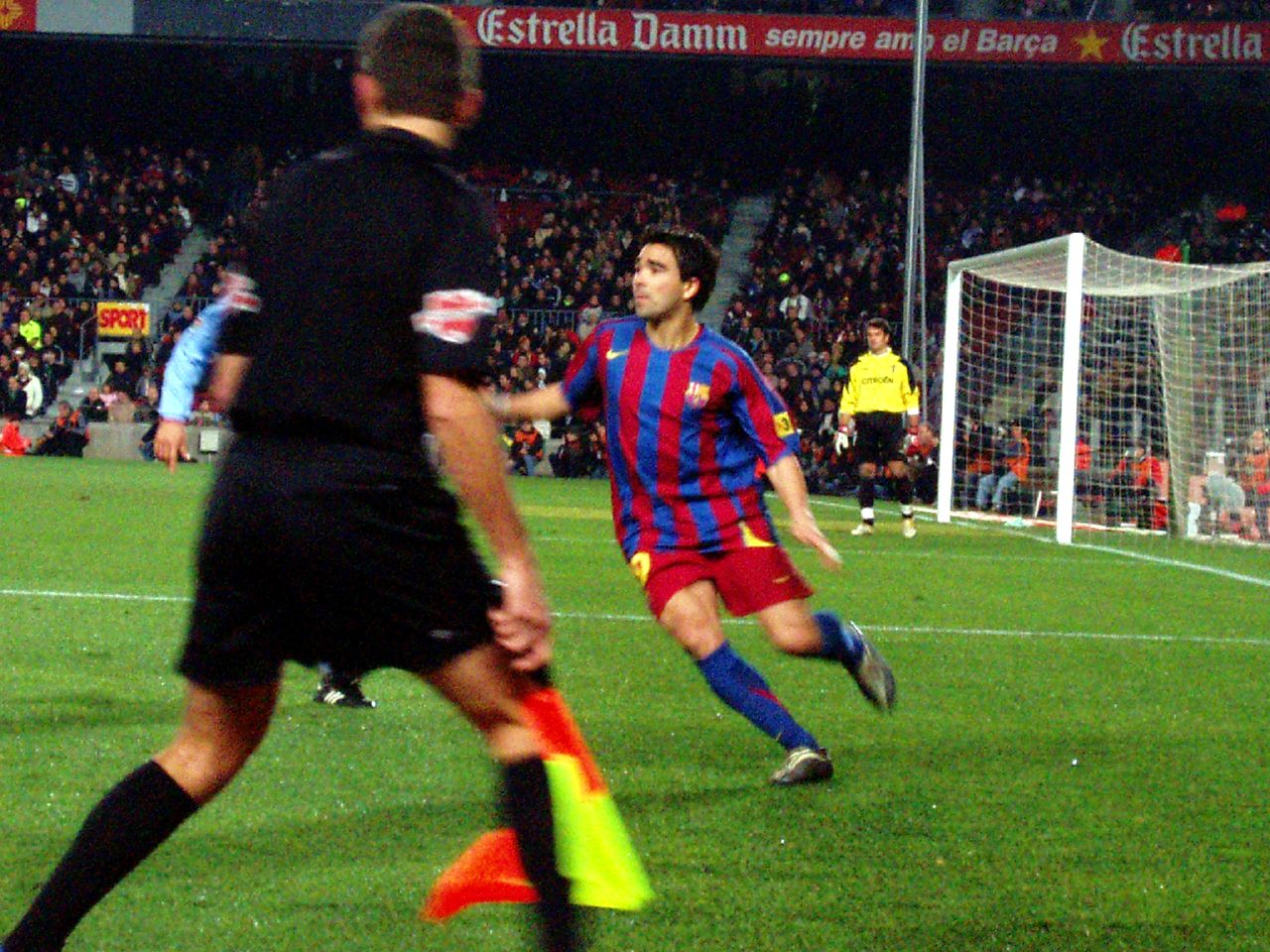
Deco in 2005

Vào ngày 14 tháng 5 2005, Deco chơi trong trận đấu hòa với Levante UD, giúp Barcelona đạt được chức vô địch La Liga lần thứ 17 của họ.
Deco đã ghi 2 bàn trong 1 trận đấu ở Siêu cúp Tây Ban Nha mùa bóng 06-07, giúp Barca chiến thắng. Anh được trao danh hiệu Tiền vệ xuất sắc nhất châu Âu một lần nữa với những thể hiện tại mùa bóng 2005, khi mà Barcelona vô địch Champions League, chức vô địch này cũng đưa anh vào danh sách hiếm hoi những cầu thủ đạt được chức vô địch châu Âu với 2 câu lạc bộ (lần trước là với Porto). Những người còn lại trong danh sách này là Clarence Seedorf (Ajax và AC Milan), Marcel Desailly (Marseille và AC Milan), Cristiano Ronaldo, Frank Rijkaard (AC Milan và Ajax) và Didier Deschamps (Marseille và Juventus). Kết thúc mùa giải, anh được nhận danh hiệu Quả bóng vàng tại FIFA Club World Cup và là Cầu thủ xuất sắc nhất trận đấu chung kết mà Barcelona đã để thua Internacional (anh cũng là cầu thủ duy nhất cho đến nay nhận danh hiệu này khi chơi cho đội thua trận).
Mùa giải 2007/2008, anh liên tục bị chấn thương hành hạ đã để mất vị trí chính thức vào tay tiền vệ trẻ Iniesta. Không chỉ có vậy, khi huấn luyện viên Frank Rijkaard bị sa thải, Deco cũng không còn được đảm bảo vị trí chính thức dưới thời tân huấn luyện viên trưởng Barcelona, Pep Guardiola.
Không được Barcelona trọng dụng nhưng tài năng của Deco vẫn được các câu lạc bộ khác đánh giá rất cao và điều đó được thể hiện qua việc huấn luyện viên Felipe Scolari trao cho anh vai trò tổ chức trong đội tuyển Bồ Đào Nha tại Euro 2008 và ngay sau khi chuyển sang dẫn dắt Chelsea, ông đã nhanh chóng thúc giục chủ tịch Roman Abramovich mua bằng được tiền vệ dẫn dắt lối chơi này.

#### Chelsea FC
Ngày 30 tháng 6 2008, hợp đồng chuyển nhượng của Deco với Chelsea đã hoàn tất. Bản hợp đồng này sẽ có thời han 3 năm và giá chuyển nhượng mà Chelsea phải bỏ ra để có được anh là 8,3 triệu bảng Anh (khoảng 17 triệu USD). Deco là bản hợp đồng đầu tiên của Chelsea dưới triều đại của tân huấn luyện viên trưởng Luiz Felipe Scolari và là bản hợp đồng thứ hai của đội bóng thành London trong kỳ chuyển nhượng mùa hè năm nay. Trước Deco, một tuyển thủ Bồ Đào Nha khác là hậu vệ Jose Bosingwa cũng đã gia nhập sân Stamford Bridge với hợp đồng trị giá 16,2 triệu bảng Anh từ FC Porto.

## Đội tuyển quốc gia
Dù thi đấu rất thành công tại câu lạc bộ, nhưng chưa bao giờ Deco được gọi vào đội tuyển Brasil. Anh đã đề cập vài lần về khả năng anh chơi cho Bồ Đào Nha. Vào năm 2002, sau sáu năm sống và thi đấu tại Bồ Đào Nha, anh đã được nhập quốc tịch. Vài ngày sau sự kiện này, Luiz Felipe Scolari, một người Brasil đang dẫn dắt tuyển Bồ Đào Nha cho gọi Deco vào đội tuyển. Việc làm của Scolari đã gây ra nhiều phản đối mà tiêu biểu trong số đó là Luís Figo, song cũng nhận được sự ủng hộ từ phía FC Porto. Cuối cùng, sau nhiều tranh luận sôi nổi, Deco cũng được thi đấu trận đầu tiên trong màu áo Bồ Đào Nha; trùng hợp thay đó lại là trận đấu với đội bóng quê hương mình, diễn ra trên sân Estádio das Antas ngày 29 tháng 3 năm 2003. Anh chỉ chơi 9 phút trong trận đó, nhưng đủ để ghi một bàn vào lưới Brasil từ quả phạt trực tiếp, giúp Bồ Đào Nha thắng 2-1. Đó cũng là lần đầu tiên Bồ Đào Nha thắng Brasil kể từ World Cup 1966 ở Anh. Sau trận đấu này, anh trở thành nhân vật thường xuyên trong đội tuyển quốc gia, tuy vẫn chịu sự kỳ thị từ phía Luís Figo, người mà rất lâu sau cũng chưa chịu chấp nhận giá trị của một cầu thủ ngoại quốc xin nhập quốc tịch, và thường gọi đó là thủ đoạn "lợi dụng". Bất chấp mọi bình phẩm, Deco dần tỏa sáng trong đội hình tuyển quốc gia Bồ Đào Nha và đến hôm nay đã trở thành nhân vật chủ chốt của đội. Anh đã ghi 5 bàn sau 75 lần ra sân cho Brazil châu Âu.

#### World Cup 2006
Tại kỳ World Cup 2006, anh ghi bàn thắng đầu tiên cho Bồ Đào Nha ở trận thứ 2 bảng D với Iran. Bàn thắng ghi ở phút thứ 63 trước khi Cristiano Ronaldo ấn định chiến thắng 17 phút sau đó. Ở trận đầu tiên của vòng đấu loại trực tiếp, anh nhận thẻ vàng thứ 2 khi gặp Hà Lan, thẻ đầu tiên là do 1 pha chuồi bóng với Johnny Heitinga, nó đã khiến anh không thể có mặt ở trận tứ kết với Anh. Bồ Đào Nha dừng chân ở vị trí thứ 4 và trở thành một hiện tượng của giải.

#### Euro 2008
Vào ngày 11 tháng 6, Deco ghi bàn mở màn trong trận đấu thứ hai của đội tuyển tại vòng chung kết Euro 2008 với Cộng hòa Séc. Trận đấu kết thúc với tỉ số 3 - 1, Deco góp công đưa tuyển vào vòng tứ kết gặp Đức. Ở trận tứ kết, dù Deco được đánh giá là chơi tốt nhất bên phía Bồ Đào Nha, đội bóng của anh vẫn phải ngậm ngùi chia tay giải đấu khi để thua 2-3.

#### Bàn thắng quốc tế
| #  | Ngày                 | Địa điểm                                       | Đối thủ      | Bản thắng | Kết quả | Sự kiện                  |
| -- | -------------------- | ---------------------------------------------- | ------------ | --------- | ------- | ------------------------ |
| 1. | 29 tháng 3 năm 2003  | Sân vận động Antas, Porto, Bồ Đào Nha          | Brasil       | 2-1       | 2-1     | Giao hữu                 |
| 2. | 13 tháng 10 năm 2004 | Sân vận động José Alvalade, Lisboa, Bồ Đào Nha | Nga          | 4-0       | 7-1     | Vòng loại World Cup 2006 |
| 3. | 17 tháng 6 năm 2006  | Commerzbank-Arena, Frankfurt, Đức              | Iran         | 1-0       | 2-0     | World Cup 2006           |
| 4. | 11 tháng 6 năm 2008  | Sân vận động Genève, Genève, Thụy Sĩ           | Cộng hòa Séc | 1-0       | 3-1     | Euro 2008                |
| 5. | 10 tháng 9 năm 2008  | Sân vận động José Alvalade, Lisboa, Bồ Đào Nha | Đan Mạch     | 2-1       | 2-3     | Vòng loại World Cup 2010 |

## Phong cách thi đấu
Có thể coi Deco là người tiên phong cho vị trí box to box trong bóng đá hiện đại khi anh là mẫu tiền vệ đa năng, tư duy chiến thuật tốt, sáng tạo cùng với đó là nhãn quan và kỹ thuật tuyệt vời. Một cầu thủ chơi đồng đội và hoạt động năng nổ trên sân, có khả năng chơi được nhiều vị trí nơi hàng tiền vệ. Ban đầu, anh được bố trí chơi như một tiền vệ trung tâm dưới thời Huấn luyện viên Jose Mourinho trong khoảng thời gian ở Porto, dù Deco có khả năng chơi như một tiền vệ tấn công, tiền vệ tổ chức lùi sâu hay thậm chí là ở hai bên cánh. Tuy không mạnh về tốc độ hay sở hữu một thể hình lý tưởng, cũng như những đặc tính thể thao khác, bù lại Deco sở hữu nguồn thể lực dồi dào, thượng thừa ở các khả kỹ năng điều khiển bóng, qua người, chuyền hay tạt bóng - những điều cho phép anh đánh bại đối thủ, tìm kiếm khoảng trống và tạo cơ hội cho các đồng đội.
Về sau, khi không còn khả năng bứt tốc, sự nhanh nhẹn và linh hoạt, cũng như trải qua những thay đổi về thể chất, cũng với khả năng giữ thăng bằng cho phép anh giữ bóng trước những đối thủ to cao hơn. Ngoài nhiệm vụ sáng tạo, Deco còn có khả năng đóng đóp vào mặt trận tấn công với những cú sút xa có độ chính xác cao, và sự thuần thục nơi những cú đá phạt. Dù cho tài năng, Deco cũng được biết đến là mẫu cầu thủ dễ chấn thương và có tính cách thất thường. Hơn nữa, xu hướng thi đấu và thể trạng của anh thường được đặt ra nghi vấn về sự nghiệp sau này. Deco cũng nổi tiếng với những pha phạm lỗi chiến thuật, cũng như thường xuyên bị tố ăn vạ trong suốt sự nghiệp của mình.

## Danh hiệu

### Câu lạc bộ

#### Porto
- Primeira Liga: 1998–99, 2002–03, 2003–04
- Taça de Portugal: 1999–2000, 2000–01, 2002–03
- Supertaça Cândido de Oliveira: 2001, 2003
- UEFA Cup: 2002–03
- UEFA Champions League: 2003–04

#### Barcelona
- La Liga: 2004–05, 2005–06
- Supercopa de España: 2005, 2006
- UEFA Champions League: 2005–06

#### Chelsea
- Premier League: 2009–10
- FA Community Shield: 2009

#### Fluminense
- Campeonato Brasileiro Série A: 2010, 2012
- Campeonato Carioca: 2012

### Quốc tế
- Á quân UEFA Euro 2004

### Cá nhân
- FIFA World Club Cup Golden Ball: 2006
- UEFA Champions League MVP: 2004
- UEFA Best Midfielder Award: 2004, 2006
- European Silver Ball (Second position of the European Player of the Year Award): 2003/04
- Portuguese Footballer of the Year: 2004
- Portuguese Golden Ball: 2003

## Cuộc sống riêng
Khi Deco bắt đầu sự nghiệp tại châu Âu vào năm 1997, cô vợ đầu Cila Bonerkiss, cưới nhau từ 3 năm trước, đã theo anh đến Bồ Đào Nha. Deco và Cila có hai con trai, đặt tên João Henrique và Pedro Gabriel, hiện chúng đang sống ở Brasil với mẹ của chúng. Một vài năm sau, Deco gặp một cô gái tên Jaciara tại một buổi tiệc ở Salvador (Brasil), anh bỏ Cila để cùng Jaciara sống ở Porto. Họ cưới nhau vào tháng Tư năm 2005 và đến nay đã có hai con, 1 trai 1 gái. Đến tháng 8 năm 2008, họ tuyên bố ly dị.
Deco là em họ của cầu thủ Alecsandro, người từng chơi cho Cruzeiro Esporte Clube. Alecsandro là anh của tuyển thủ Brasil Richarlyson.

## Phát ngôn
- "Deco ít nói, nhưng hễ anh ấy nói thì ai cũng lắng nghe" - Lionel Messi
- "Đẳng cấp thế giới !" - José Mourinho
- "Tôi từng nghĩ một trong những sai lầm lớn nhất của mình khi dẫn dắt Brasil là không gọi Deco. Giờ đây khi chúng tôi cùng ở Bồ Đào Nha, tôi thấy vui khi mình đã không làm thế." - Felipão nói về việc không mời Deco vào tuyển Brasi trong thời gian ông làm huấn luyện viên trưởng ở đó.
- "Việc tôi chọn lựa Deco là do trình độ kỹ thuật cộng với phẩm chất chuyên nghiệp, và sự vững vàng kiên định của anh trước mọi yếu tố khách quan" - Felipão giải thích vì sao mình chọn Deco vào đội tuyển Bồ Đào Nha.
- "Anh ta là 1 cầu thủ tuyệt với. Sẽ là rất ngu nếu đánh giá thấp anh ấy" - Martin O'Neill, huấn luyện viên đội Ex-Celtic đánh giá về Deco trong trận chung kết UEFA Cup 2002-03.
- "Nhìn vẻ ngoài anh ấy có thể giống cái chàng cù lần ở trong hài kịch Nhật Bản, nhưng Deco bản chất lại thông minh, đa dụng, cứng cỏi, kiêu ngạo và là một lữ khách oai hùng - Tạp chí bóng đá Anh quốc 4-4-2 nhận xét về Deco.